# Amblypodia asinarus
Amblypodia asinarus är en fjärilsart som beskrevs av Felder 1865. Amblypodia asinarus ingår i släktet Amblypodia och familjen juvelvingar. Inga underarter finns listade i Catalogue of Life.